# Hořice (district de Jičín)
Pour les articles homonymes, voir Hořice.
Hořice (en allemand : Horschitz) est une ville du district de Jičín, dans la région de Hradec Králové, en Tchéquie. Sa population s'élevait à 8 587 habitants en 2024.

## Géographie
Hořice se trouve à 21 km à l'est-sud-est de Jičín, à 23 km au nord-ouest de Hradec Králové et à 91 km à l’est-nord-est de Prague.
La commune est limitée par Šárovcova Lhota, Lukavec u Hořic et Červená Třemešná au nord, par Boháňka à l'est, par Jeřice, Třebnouševes et Dobrá Voda u Hořic au sud, par Bílsko u Hořic au sud-ouest, et par Holovousy à l'ouest.

## Histoire
La première mention écrite de la localité date de 1143.

## Transports
Par la route, Hořice se trouve à 24 km de Jičín, à 27 km de Hradec Králové et à 117 km de Prague.